# Timo Graf
Timo Graf (* 23. April 2004) ist ein Schweizer Unihockeyspieler, der beim Nationalliga-A-Verein HC Rychenberg Winterthur unter Vertrag steht.

## Karriere
Graf stammt aus der eigenen Jugend des HC Rychenberg Winterthur und debütierte in der Saison 2021 für diesen in der Nationalliga A.

## Privat
Timo Graf ist der Bruder von Flavio Graf, ebenfalls Spieler des HC Rychenberg Winterthur.